# Galium afropusillum
Galium afropusillum är en måreväxtart som beskrevs av Friedrich Ehrendorfer. Galium afropusillum ingår i släktet måror, och familjen måreväxter.
Artens utbredningsområde är Tunisien. Inga underarter finns listade i Catalogue of Life.